# Komló vasútállomás

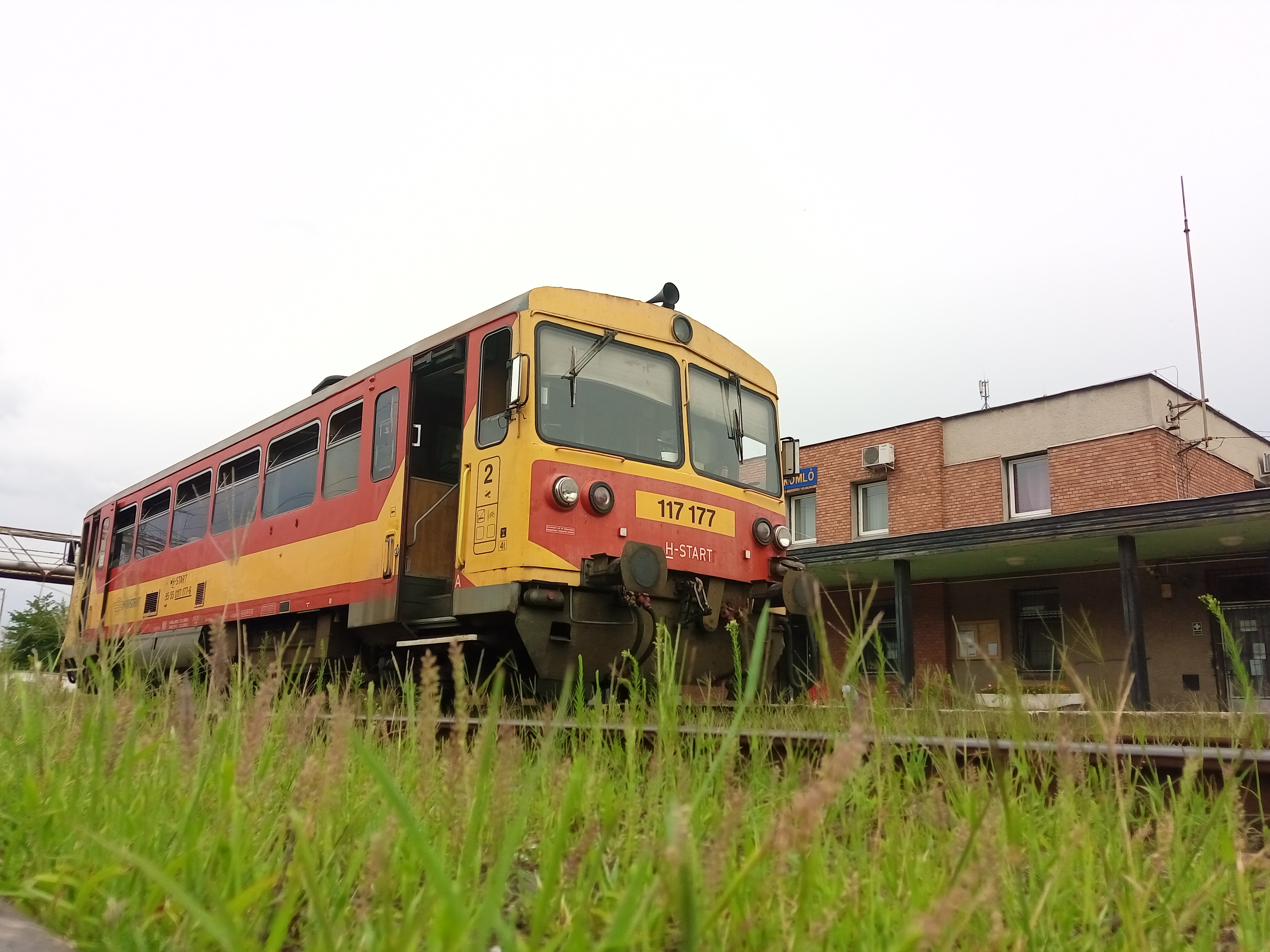
Bzmot Komlón

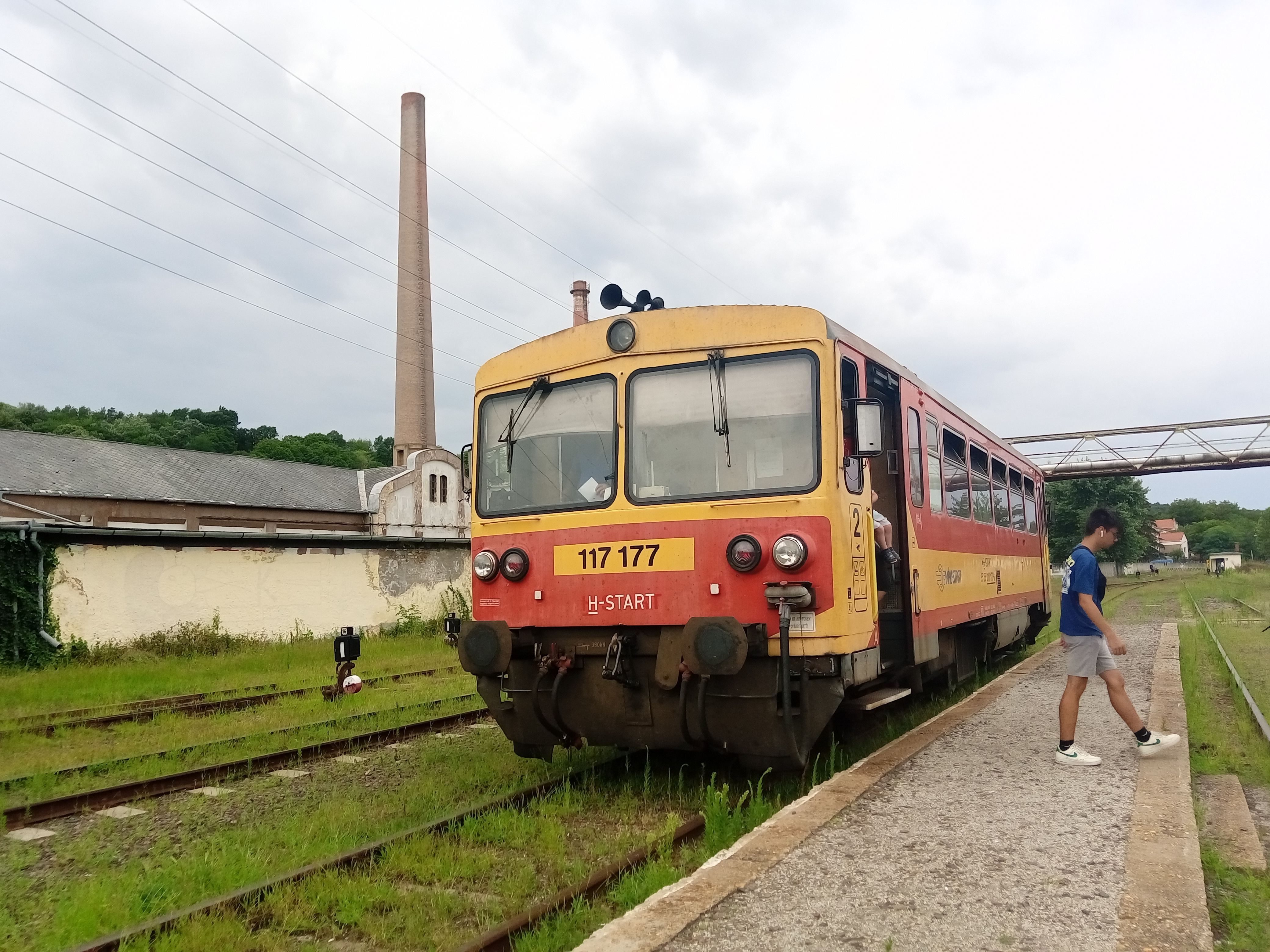
Bzmot Komlón

Komló vasútállomás egy Baranya vármegyei vasútállomás, Komló városában, a MÁV üzemeltetésében. A város központjától néhány száz méterre keletre helyezkedik el, a 6542-es út déli oldalán. Az állomás mellett üzemel a város 2022-ben átadott helyközi és helyi autóbusz-állomása.
2023. augusztus 1-től a vonalon a személyszállító vonatok forgalma szünetel. Helyettük pótlóbuszok közlekednek.

## Vasútvonalak
Az állomást az alábbi vasútvonalak érintik:
- Godisa–Komló-vasútvonal

## Kapcsolódó állomások
A vasútállomáshoz az alábbi állomások vannak a legközelebb:
- Mecsekjánosi megállóhely (Godisa–Komló-vasútvonal)

## Forgalom
| Járat        | Útvonal | Gyakoriság   |
| ------------ | --- | ------------ |
| személyvonat | Komló – Mecsekjánosi – Mecsekpölöske – Magyarszék – Magyarhertelend – Bodolyabér – Godisa – Sásd (– Vásárosdombó – Kaposszekcső) – Dombóvár | Napi 5-6 pár |